# Pérignac (Charente Marittima)
Pérignac è un comune francese di 985 abitanti situato nel dipartimento della Charente Marittima nella regione della Nuova Aquitania.

## Società

### Evoluzione demografica
Abitanti censiti